# Premier ministre de Malte
Le Premier ministre de Malte (en maltais : Prim Ministru ta 'Malta ; en anglais : Prime Minister of Malta) est le chef du gouvernement de la république de Malte, plus haut responsable politique du pays.
L'actuel titulaire de la fonction est Robert Abela, depuis le 13 janvier 2020.

## Rôle
Le Premier ministre, qui détient l'essentiel du pouvoir exécutif est nommé par le président de Malte et doit être un membre du Parlement qui, de l’avis du président, est le plus apte à diriger une majorité des membres de la Chambre des représentants. Le Premier ministre conseille le président sur la nomination des autres ministres qui composent le Gouvernement maltais.
En vertu de la Constitution, le Premier ministre est tenu d'informer le président de la conduite générale du gouvernement. Chaque fois que le Premier ministre s’éloigne de Malte, le président peut autoriser tout autre membre du Cabinet à s’acquitter de ces fonctions et qu'il exerce temporairement. C'est généralement le vice-Premier ministre qui remplit le rôle de premier ministre par intérim.
Sur le plan constitutionnel, le Premier ministre est également responsable de la nomination des secrétaires permanents et conseille le président sur la nomination des membres des organes judiciaires et constitutionnels.

## Bureau et résidences officielles
Son bureau se situe à l'Auberge de Castille, à La Valette. La Villa Francia est la résidence officielle du Premier ministre, tandis que le palais Girgenti est la résidence d’été. Cependant, ils ne sont pas largement utilisés à l'exception des cérémonies publiques, accueillant des personnalités et constituant des bâtiments symboliques.